# Josep Font i Grau
Josep Font i Grau (Bordils, 7 de gener del 1894 – Banyoles, 10 de desembre del 1974) va ser instrumentista de tible i compositor sardanista.

## Biografia
Inicià la seva formació musical fent solfeig amb el mestre celranenc Llopart, i amplià estudis fent violí i tible amb Joaquim Vidal, de Girona. Com a instrumentista de tible tocà en moltes cobles de les comarques gironines, com La Principal de Bordils (de flabiolaire, 1908), Cobla-orquestra Boris (de primer tible, 1918), Els Montgrins (1922-1923, 1930-1936 i 1945-1957), Antiga Principal de la Bisbal (1930), La Principal de Cassà de la Selva, AMOGA, La Principal de la Bisbal (1939-1944) i La Farnense (1943).
El 1930 reorganitzà el Cor Renaixement, de Bordils. Compongué ballables i sardanes, la majoria de lluïment solista, diversos ballables i fou autor de peces teatrals.
El seu fill, el compositor Martirià Font i Coll, va ser instrumentista de tible, compositor i director de cobla; com a professor de tible va tenir renombrats deixebles, com ara Joaquim Portas i Joan Parés.

## Obres
- Alaska: fox-fast
- Algabeño, pas-doble per a piano
- Club Astoria: moderato swing
- Nan-kin: one step, per a piano
- Niña portuguesa: fox-fado

### Sardanes
- A ca l'Oliva
- Alegre
- Ballaruga (1943), obligada de tible
- La bona paraula
- La borda
- Els borinots (1944), obligada de 2 fiscorns
- La burra de Barcelona (1945), amb acompanyament de cascavells[2]
- Castigadora (1941), obligada de tenora i tible
- Com s'enreda la troca! (1946), revessa
- La festa de Bordils (1940), obligada de tible
- Les festes de Vic (1933)
- Joguina
- Mas Sabola (1953) (o Mas Sabole, escrit a la francesa)
- La nena de les dinou primaveres
- Nit de Pasqua
- Quina parella! (1930), obligada de tenora i fiscorn
- Record etern
- Records de Banyoles (1922), obligada de tible
- Rivalitat (1930), obligada de tenora i tible
- Teresa (1925), obligada de tible